# Hsianghualite
La hsianghualite est une espèce minérale rare constituée d'un silicate fluoré de lithium, calcium et béryllium, de formule Ca3Li2(Be3Si3O12)F2. C'est un tectosilicate du groupe des zéolithes, de structure cubique.
Elle a été découverte en 1958 et nommée (dans un premier temps sous la forme Hsiang-hua-shih) d'après la localité type, la mine de Hsiang Hua (香花, « fleur parfumée ») située dans le xian de Linwu (Hunan, Chine).

## Structure
La structure cristalline de la hsianghualite est analogue à celle de l'analcime, avec Be et Si en coordination tétraédrique formant un réseau tridimensionnel. Son groupe d'espace est I213 (anciennement rapporté comme I4132). Le paramètre de maille est a = 12,879 ou 12,897 Å,, et la multiplicité Z = 8.

## Occurrences
La hsianghualite n'a été trouvée que dans sa localité type, la mine Xianghualing (xian de Linwu, Henan, Chine).

## Association minérale et pétrologie
Dans sa localité type, la hsianghaulite est associée à la fluorine, la libérite (es), le chrysobéryl, la taafféite et la nigérite (es). Cet ensemble se trouve dans des veines de phlogopite, dans les bandes claires du calcaire dévonien métamorphisé (à bandes vertes et blanches), recoupée par du granite à béryllium.